# Чекин, Павел Иванович
Па́вел Ива́нович Че́кин (1906, Златоуст — 1981) — советский оперный певец (тенор); Заслуженный артист РСФСР (1947).

## Биография
Работал учеником токаря, токарем на Златоустовском инструментальном заводе-комбинате имени В. И. Ленина, затем грузчиком, рабочим торфяных и рыбных промыслов. С 1929 года участвовал в ансамбле «Синяя блуза» завода.
Окончил музыкальное училище при Московской консерватории, в 1936 году с отличием — Московскую консерваторию. В период обучения работал артистом миманса в Большом театре.
Дебютировал на сцене Колонного зала Дома Союзов (Тамино в «Волшебной флейте» Моцарта). С 1936 года пел в Малом оперном театре (Ленинград).
С началом Великой Отечественной войны выступал в составе Центрального ансамбля Краснофлотской песни и пляски Военно-Морского Флота СССР; в первую блокадную зиму (1941—1942) дал лично 220 концертов.
В 1942—1958 годы — солист Государственного академического Большого театра Союза ССР. Одновременно преподавал вокал в ГИТИСе.

## Творчество
Обладал мягким голосом бархатного тембра, его исполнение отличалось выразительностью интонаций и артистизмом.
В Большом театре спел 25 партий. Давал сольные концерты на Крайнем Севере, за Полярным кругом — перед участниками арктической экспедиции «Северный полюс-4».

### Избранные партии
- «Руслан и Людмила» М. И. Глинки — Боян
- «Русалка» А. С. Даргомыжского — Князь
- «Евгений Онегин» П. И. Чайковского — Ленский
- «Князь Игорь» А. П. Бородина — Владимир Игоревич
- «Садко» Н. А. Римского-Корсакова — Индийский гость
- «Снегурочка» Н. А. Римского-Корсакова — Берендей
- «Майская ночь» Н. А. Римского-Корсакова — Левко
- «Борис Годунов» М. П. Мусоргского — Шуйский
- «Сорочинская ярмарка» М. П. Мусоргского — Попович
- «Дубровский» Э. Ф. Направника — Дубровский
- «Декабристы» Ю. А. Шапорина — Ростовцев
- «Морозко» М. И. Красева — Дед
- «Никита Вершинин» Д. Б. Кабалевского — Андрей
- «Дон Жуан» В. А. Моцарта — Дон Оттавио
- «Фиделио» Л. Бетховена — Джоакино
- «Севильский цирюльник» Дж. Россини — граф Альмавива
- «Фра-Дьяволо» Д.Обера — Лоренцо
- «Риголетто» Дж. Верди — Герцог
- «Травиата» Дж. Верди — Альфред
- «Фальстаф» Дж. Верди — Фентон
- «Проданная невеста» Б. Сметаны — Еник

## Награды и признание
- орден Красной Звезды
- медали «За боевые заслуги», «За оборону Ленинграда», «За оборону Заполярья»
- Заслуженный артист РСФСР (5.11.1947)[3]

## В искусстве
П. И. Чекину посвящена одна из популярнейших песен Великой Отечественной войны «Бескозырка» (музыка И. С. Жака, слова Н. Ю. Верховского).